# Santa Clara (nau de 1533)
A Nau Santa Clara foi uma Nau portuguesa da Carreira das Índias que naufragou na Praia de Arembepe perto de Salvador, na costa do Brasil em 1574. Fez parte de várias Armadas da Índia desde 1533.
Pouco se sabe acerca da nau, apenas que era semelhante às naus da Carreira das Índias, e que transportou Luís Vaz de Camões da Ilha de Moçambique a Portugal em 1570.[carece de fontes?] A Santa Clara, que regressava da Índia integrada numa frota de quatro navios, terá sido a única dessas naus com destino a Lisboa que sobreviveu à passagem do cabo da Boa Esperança. Afundou por volta da meia-noite o que provocou a morte a mais de 300 pessoas a bordo do navio, incluindo o capitão Luís de Alter de Andrade, e levando consigo inúmeras riquezas.
Deve-se salientar que esta foi a segunda Nau portuguesa com o nome Santa Clara, tendo a mais antiga naufragado de Malaca para a Índia em 1509 comandada pelo Capitão José Teixeira.

## História
Pouco se sabe acerca da Nau Santa Clara. Das escassas informações disponíveis sabe-se que era uma nau da Carreira das Índias,do tipo carraca, logo por isso da elite da Marinha Portuguesa na altura.
Tinha uma estrutura semelhante às Naus Portuguesas quinhentistas. Entre 1569 e 7 de abril de  1570,transportou Diogo do Couto e Luís Vaz de Camões para Lisboa depois da escala em Moçambique.[carece de fontes?]
Após esta viagem foi posteriormente carregada de mantimentos e homens e iniciou uma nova viagem à Índia na Armada da Índia composta por quatro naus(Santo Espírito , líder da esquadra, São Gregório, Bethlem e Santa Clara)  do Capitão-Mor D.Francisco de Sousa a 9 de abril. Em 1573, após duas das naus(Santo Espírito e São Gregório) terem ficado em Moçambique. Deparou-se com mau tempo no Cabo da Boa Esperança, onde acabariam por naufragar duas caravelas da esquadra ,o que a obriga a mudar de rumo para a costa brasileira, onde haveria de seguir para Lisboa. Faz escala em Salvador, atracando na Baía de Todos os Santos para a aguada, carena e desembarque onde saem os feridos e doentes.[carece de fontes?] Iria prosseguir viagem para Portugal na noite seguinte.
Por volta da meia-noite de data incerta, a cerca de 5 a 6 léguas de Salvador, na zona da praia de Arembepe, depois de um problema com a amarra da âncora a nau começa a inclinar-se para um dos lados. Os oficiais do navio decidem por isso dar à vela do traquete de modo a atracar em terra acabando depois por embater em arrecifes. Acabaram por pedir socorro com um tiro de falcão mas sem sucesso.Acabaram por morrer no naufrágio mais de 300 homens juntamente com o capitão da embarcação Luís de Alter de Andrade.
Posteriormente ao naufrágio, nos dias seguintes, índios e colonos acabaram por retirar as riquezas do navio, tendo a história de Garcia d´Ávila ocorrido, levando até à sua excomunhão pelo Bispo da diocese.

## Comissões
A Nau Santa Clara participou em várias Armadas da Índia, pelo menos desde 1531, havendo os registos das seguintes:
- 1533 - 4 e 6 de Março "Dom João Pereira capitão-moor. Capitães: Lourenço de Paiva, Diogo Brandão, Dom Gonçalo Coutinho,Simão da Veiga[...]Diogo Brandão em S.ta Clara[...] "[8]
- 1535 - 8 de Março "Fernão Peres de Andrade capitão-moor partio a oito de Março.Capitães: Thomé de Sousa, Fernão de Moraes, Jorge Mascarenhas, Martim de Freitas, Fernão Camelo, Luís Alvares de Paiva.Neste anno se fez a fortaleza de Dio[...] Jorge Mascarenhas em S.ta Clara[...] "[8] - Volta em outubro de 1537
- 1537 - 3 e 4 de Novembro "Diogo de Lopes de Souza capitam-mór partiu em diversos tempos, com seis náos, e segundo a ementa com cinco de que eram capitães[...]O capitam-mór em S. Paulo / Fernão de Moraes em S. Dinis / Aleixo de Souza em S.ta Clara. Anrique de Sousa Chichorro-em Cicião. Fernão de Castro -Em S.João."[8] - Por razões desconhecidas volta antecipadamente em março de 1538.
- 1538 - 6 de Abril "Dom Garcia de Noronha partio a seis de Abril. Capitães : Dom João d'Eça, Rui Lourenço de Tavora , Dom Christóvão da Gama[...] Rui Lourenço de Távora em S.ta Clara [...]".[8] - Regressa a Lisboa em data desconhecida e fica em Lisboa até 1566(presumem-se reparações e modernização da embarcação).
- 1566 - 16 de Março "Armada de quatro naus. Capitão-mor Luis, ou Rui Gomes da Cunha [ Copeiro-mor de ElRei, na nau Santa Clara ], e os três D. Diogo Lobo [ nau Raínha ] , André Bugalho [ nau Reis Magos ], e Francisco Ferreira [ na nau S. Francisco ]."[8][9] -Regressa em março de 1568.
- 1568 - 7 de Abril ] "Armada de cinco naus. Capitão-mor D. Luís de Ataíde, Senhor da Casa de Atouguia, e depois Conde, que ia por Vice-Rei [ na nau Chagas ] , e por seus Capitães Pero César [ "na Fé, morreo affogado na praia de Cochim" (Couto) ] , Antonio Sanches de Gamboa [ na nau "Santa Catharina, e passou este anno só ao Reyno, porque todas as mais invernáram em Moçambique ] , Damião de Sousa Falcão [ nau Remédios ], Manuel Jaques na nau Santa Clara."[9].-Inverna em Moçambique,após a morte de Manuel Jaques e de Damião de Sousa, em 1569, donde regressa a Lisboa com Luís Vaz de Camões em abril de 1570.
- 1571 17 de Março ] "Armada de sete naus. Capitão-mor D. Antonio de Noronha, o Catarraz, [ na nau Chagas ] que ia por Vice-Rei, e por Capitães seus Antonio Monis Barreto [ na nau Bethlem ] , que ia por Governador de Malaca [ que não teve effeito por succeder no Governo da India (códice da BN) ], porque se dividiu agora o governo da Índia em tres, de que o terceiro era Francisco Barreto que partiu o ano passado para o Monomotapa ; Rui Dias Pereira [ nau Santa Clara ] , Antonio de Valadares [ nau Fé ] , Francisco de Figueiredo [ na nau Santo Espirito ] ; foram mais dois navios de que não se nomeiam os capitães." -Regressa em março de 1572
- 1572 18 de Março ] "Armada de quatro naus. Capitão-mor Duarte de Melo [ na nau Reys Magos ] , que se perdeu [ "á torna viagem", segundo Couto ] , e os outros Gaspar Henriques [ nau Santa Clara ] , Álvaro Barreto [ nau Annunciada ] , Pêro Leitão de Gamboa [ nau S. Francisco ] , que se perdeu sem se saber aonde." - Regressa em março de 1573
- 1573 9 de Abril ] "Armada de quatro naus. Capitão-mor D. Francisco de Sousa na nau Santo Espirito, e os tres Antonio Rebelo nau S. Gregorio, Constantino, ou Quintino de Vasconcelos nau Bethlem , Luis de Alter nau Santa Clara que arribando se foi perder no Brasil."

Diogo do Couto diz que "destas náos a S. Gregorio se passou ao Reyno, todas as mais invernáram em Moçambique, e foi-se o Viso-Rey D. Antonio nesta armada na náo Capitânia"; e o códice da BN acrescenta o seguinte : "á volta invernarão em Moçambique, e Luis de Alter se perdeo no Brasil arribando para este Reino as mais vierão: nestas naos voltou para o Reino D. António de Noronha que havia sido Vice-Rei em dous annos, e ficou governando António Moniz Barreto.